# Annika Lurz
Annika Lurz, nata Annika Liebs (Karlsruhe, 6 settembre 1979), è una nuotatrice tedesca.
Durante gli Europei 2006 di Budapest, ha stabilito il record mondiale nelle staffette 4x100 m sl e 4x200 m sl.
Alle Olimpiadi 2008 di Pechino ha partecipato nella gara dei 200 m sl, arrivando 22º e nella staffetta 4x200m sl, classificandosi 12º.

## Palmarès
- Mondiali

Montreal 2005: argento nella 4x100m sl.
Melbourne 2007: argento nei 200m sl e nella 4x200m sl.
- Mondiali in vasca corta

Shanghai 2006: bronzo nei 200m sl.
- Europei

Budapest 2006: oro nella 4x100m sl e nella 4x200m sl e argento nei 200m sl.
- Europei in vasca corta

Trieste 2005: bronzo nei 200m dorso.
Helsinki 2006: bronzo nella 4x50m sl.
- Universiadi

Smirne 2005: argento nei 100m sl e nei 200m sl e bronzo nei 200m dorso.
Bangkok 2007: bronzo nella 4x100m sl.